# Vilhelm Fischer (borgmester)
 Der er flere personer med dette navn, se Vilhelm Fischer.
Vilhelm Thorvald Gudmund Fischer (født 15. august 1877 i Rørkær, Jerne Sogn, død 15. september 1969 på Frederiksberg) var en dansk farmaceut, direktør og borgmester på Frederiksberg 1936–1948. I hans embedsperiode blev det nuværende Frederiksberg Rådhus bygget.
Vilhelm Fischer var søn af overbanemester Laurits Joseph Fischer (død 1916) og hustru f. Lassen (død 1924), udgik fra Randers lærde Skole 1893 og var discipel på Kgl. Frederiks Hospitals Apotek 1893-97 og blev cand.pharm. 1898. Han blev ansat i firmaet Alfred Benzon A/S samme år og avancerede senere til direktør i Alfred Benzon 1937-50 og i Alfred Benzon Holding A/S 1943-51, hvor han også var medlem af bestyrelsen i begge selskaber til 1951, atter i bestyrelsen for A/S Alfred Benzon fra 1952.
Samtidig havde han en politisk karriere i Det Konservative Folkeparti. Han var næstformand i Frederiksberg Skatteråd 1932-35, medlem af Frederiksberg Kommunalbestyrelse 1933-50, blev rådmand 1933 og borgmester 1936-48. Han var Ridder af Dannebrog og Dannebrogsmand.
Fischer var medlem af bestyrelsen for A/S Arbo-Bähr & Co. til 1952, for A/S Nordiske Kabel- & Traadfabrikker til 1957 og for Interessentskabet Isef jordværket til 1950, formand i tilsynsrådet for lærlingehjemmet Allegaarden fra 1936, i bestyrelsen for Kronprins Frederik og Kronprinsesse Louises Stiftelse til 1953, i bestyrelsen for J.C. Teilmanns Stiftelse og i tilsynsrådet for Frederiksberg Sparekasse, næstformand i bestyrelsen for Grænseforeningen og medlem af repræsentantskabet for Kjøbenhavns Brandforsikring, formand for Sydslesvigsk Udvalg af 5. Maj 1945 til 1946, formand i bestyrelsen for Frederiksberg Begravelsesvæsen til 1952, for Bakkehusmuseet til 1950 og for Forsikringsselskabet Nordlyset.
Borgmester Fischers Vej er opkaldt efter ham (1952).